# Reinprechtspölla
Reinprechtspölla ist eine Ortschaft und eine Katastralgemeinde der Gemeinde Burgschleinitz-Kühnring im Bezirk Horn in Niederösterreich.

## Geschichte
Laut Adressbuch von Österreich waren im Jahr 1938 in der Ortsgemeinde Reinprechtspölla zwei Binder, zwei Gastwirte, zwei Gemischtwarenhändler, ein Sattler, ein Schmied, ein Schneider, ein Schuster, ein Schweinehändler, ein Tischler und mehrere Landwirte ansässig.

## Siedlungsentwicklung
Zum Jahreswechsel 1979/1980 befanden sich in der Katastralgemeinde Reinprechtspölla insgesamt 124 Bauflächen mit 53.277 m² und 104 Gärten auf 111.031 m², 1989/1990 gab es 124 Bauflächen. 1999/2000 war die Zahl der Bauflächen auf 198 angewachsen und 2009/2010 bestanden 174 Gebäude auf 382 Bauflächen.

## Öffentliche Einrichtungen
In Reinprechtspölla befindet sich eine Volksschule.

## Bodennutzung
Die Katastralgemeinde ist landwirtschaftlich geprägt. 672 Hektar wurden zum Jahreswechsel 1979/1980 landwirtschaftlich genutzt und 74 Hektar waren forstwirtschaftlich geführte Waldflächen. 1999/2000 wurde auf 665 Hektar Landwirtschaft betrieben und 79 Hektar waren als forstwirtschaftlich genutzte Flächen ausgewiesen. Ende 2018 waren 645 Hektar als landwirtschaftliche Flächen genutzt und Forstwirtschaft wurde auf 83 Hektar betrieben. Die durchschnittliche Bodenklimazahl von Reinprechtspölla beträgt 47,6 (Stand 2010).

## Persönlichkeiten
- Christoph Ehrenreich Geyer von Edelbach (um 1580–1667), Land-Untermarschall, war hier begütert
- Josef Haslinger (1889–1974), Landwirt, Politiker und Abgeordneter zum Landtag von Niederösterreich
- Josef Höbarth (1891–1952), Heimatforscher und Museumsgründer